# Dara McAnulty
Dara McAnulty, född 2004, är en nordirländsk författare och miljöaktivist. Han har vunnit flera priser för publikationen av sina dagboksanteckningar En ung naturälskares dagbok.

## Biografi
McAnulty växte upp i Castlewellan på Nordirland med sina föräldrar och flera yngre syskon. Han fick diagnosen autism när han var fem år gammal. Vid 12 års ålder började han blogga om naturen och sina naturupplevelser. McAnulty har uppgett att naturintresset har funnits där så länge han kan minnas.
Efter att ha deltagit i BBC-programmet Springwatch fick han kontakt med förläggaren Little Toller Books. McAnulty började därefter publicera inlägg på förläggarens hemsida och diskussioner påbörjades om att publicera en bok. Resultatet blev att man publicerade hans dagboksanteckningar 2020 under namnet Diary of a young naturalist (svensk titel: En ung naturälskares dagbok). Anteckningarna som täcker tiden mellan McAnultys fjortonde och femtonde födelsedag bearbetades under sju månaders tid av familjen och förläggaren.
McAnulty har engagerat sig i skolstrejken för klimatet och talade i samband med Extinction Rebellions första möte på Irland. Han har också propagerat och samlat in pengar för rovfåglarnas bevarande. Fågelskyddsarbetet ledde till att han fick The Royal Society for the Protection of Birds medalj 2019, den dittills yngsta mottagaren. När han vann Wainwrightpriset 2020 för sina naturskildringar i En ung naturälskares dagbok, var han återigen den yngste att ha mottagit priset.
Han är ambassadör för Royal Society for the Prevention of Cruelty to Animals och Jane Goodall Institute, samt för hashtagen #iwill.

## Utmärkelser
- 2019 – The Royal Society for the Protection of Birds medalj[6]
- 2020 – Wainwrightpriset[7]
- 2021 – British Book Awards i kategorin non-fiction[9]